# Estnische Fußballmeisterschaft 1929
Die Estnische Fußballmeisterschaft 1929 war die 9. Spielzeit der höchsten estnischen Fußball-Spielklasse der Herren. Die Meisterschaft gewann zum sechsten Mal in der Klubgeschichte der SK Tallinna Sport. Der als Titelverteidiger in die Saison gegangene Tallinna JK wurde Vizemeister hinter dem SK Tallinna Sport.

## Modus
Die Estnische Meisterschaft wurde erstmals im Ligaformat ausgespielt. Die Liga umfasste sechs Vereine. Diese spielten jeweils einmal gegeneinander. Die letzten drei Mannschaften stiegen ab.

## Abschlusstabelle
| Pl. | Verein            | Sp. | S | U | N | Tore    | Quote | Punkte |
| --- | ----------------- | --- | - | - | - | ------- | ----- | ------ |
| 1.  | SK Tallinna Sport | 5   | 5 | 0 | 0 | 015:100 | 15,00 | 10:0   |
| 2.  | Tallinna JK (M)   | 5   | 3 | 1 | 1 | 014:700 | 2,00  | 07:30  |
| 3.  | JK Tallinna Kalev | 5   | 2 | 1 | 2 | 009:900 | 1,00  | 05:50  |
| 4.  | SK Estika Tallinn | 5   | 0 | 3 | 2 | 008:130 | 0,62  | 03:70  |
| 5.  | VK Merkur Tallinn | 5   | 1 | 1 | 3 | 007:150 | 0,47  | 03:70  |
| 6.  | Tartu JK          | 5   | 0 | 2 | 3 | 004:120 | 0,33  | 02:80  |

Platzierungskriterien: 1. Punkte – 2. Torquotient
| (M) | Amtierender Meister |

## Kreuztabelle
| 1929              | TSP | TJK | TKA | TES | TME | TAR   |
| ----------------- | --- | --- | --- | --- | --- | ----- |
| SK Tallinna Sport |     | 1:0 | 2:0 | 4:1 | 5:0 | 3:0   |
| Tallinna JK       | –   |     | 3:2 | 2:2 | 3:1 | 6:1   |
| JK Tallinna Kalev | –   | −   |     | 3:3 | 4:1 | +:- 1 |
| SK Estika Tallinn | –   | –   | –   |     | 1:3 | 1:1   |
| VK Merkur Tallinn | –   | –   | –   | –   |     | 2:2   |
| Tartu JK          | –   | –   | –   | –   | –   |       |

## Torschützenliste
| Pl. | Name                  | Mannschaft        | Tore |
| --- | --------------------- | ----------------- | ---- |
| 1.  | Friedrich Karm        | SK Tallinna Sport | 7    |
| 2.  | Arnold Pihlak         | Tallinna JK       | 5    |
| 3.  | Ernst-Aleksander Joll | Tallinna JK       | 4    |
| 3.  | Artur Maurer          | JK Tallinna Kalev | 4    |

## Die Meistermannschaft des SK Tallinna Sport
| 1. | SK Tallinna Sport |
|    | - Spieler: Voldemar Birkenthal, Eugen Einman, Karl-Richard Idlane, Friedrich Karm, Arnold Laasner, Ferdinand Laurberg, Aleksander Mägi, Artur Tarimäe, Otto Reinlo, Heinrich Paal, Karl-Rudolf Sillak, Vladimir Silberg, Evald Tipner - Trainer: n. b. |